# Hen 2-63
Hen 2-63 ist ein planetarischer Nebel, dessen Entdeckung durch Karl Gordon Henize 1967 publiziert wurde.